# Mike Einziger
Michael Aaron Einziger (Los Angeles, 21 juni 1976) is een Amerikaans muzikant, songwriter en producer Hij is vooral bekend als mede-oprichter en gitarist van de rockband Incubus en heeft ook meegeschreven, geproduceerd en samengewerkt met een breed scala aan artiesten, waaronder Pharrell Williams, Hans Zimmer, Skrillex, Tyler the Creator, Avicii, Damian Marley en Jason Schwartzman. Hij valt op door zijn innovatieve stijl in het gebruik van effectpedalen (zoals de "Delay" of de "Phaser"), deze accessoires zijn belangrijke kenmerken van zijn spel, en dit vanaf het begin van zijn carrière bij Incubus.

## Biografie
Einziger ontving zijn opleiding aan de Harvard-universiteit. Hij geeft echter toe op dat moment niet geïnteresseerd te zijn in studies en geeft er de voorkeur aan zich te wijden aan de gitaar, die hij als autodidact beoefent sinds zijn achtste. Hij schreef zijn eerste melodieën in samenwerking met zijn vriend Brandon Boyd, met wie hij op vijftienjarige leeftijd de band Incubus oprichtte, vergezeld door hun bassistvriend Alex Katunich (later bekend als "Dirk Lance"). Einzigers vroege gitaarinvloeden zijn Jimmy Page, Jimi Hendrix, John Frusciante, Steve Vai en Frank Zappa, maar hij heeft in de loop der jaren een meer melodieuze stijl ontwikkeld, waarbij hij de shred-techniek heeft verlaten zoals hij die oefende op Incubus' debuutalbum Fungus Amongus.
Einziger verwerkt veel open akkoorden in zijn liedjes (akkoorden waarbij verschillende snaren open resoneren) en arpeggio's als hoofdmelodieën. Hij verklaart deze keuzes door de wens om vast te houden aan de heldere stem van Brandon Boyd, zanger van de groep en omwille van de originaliteit.

## Privéleven
Einziger had ooit een affaire met actrice Cameron Richardson en model Lily Aldridge. Hij is getrouwd met violiste Ann Marie Calhoun.